# Mädchenerziehung

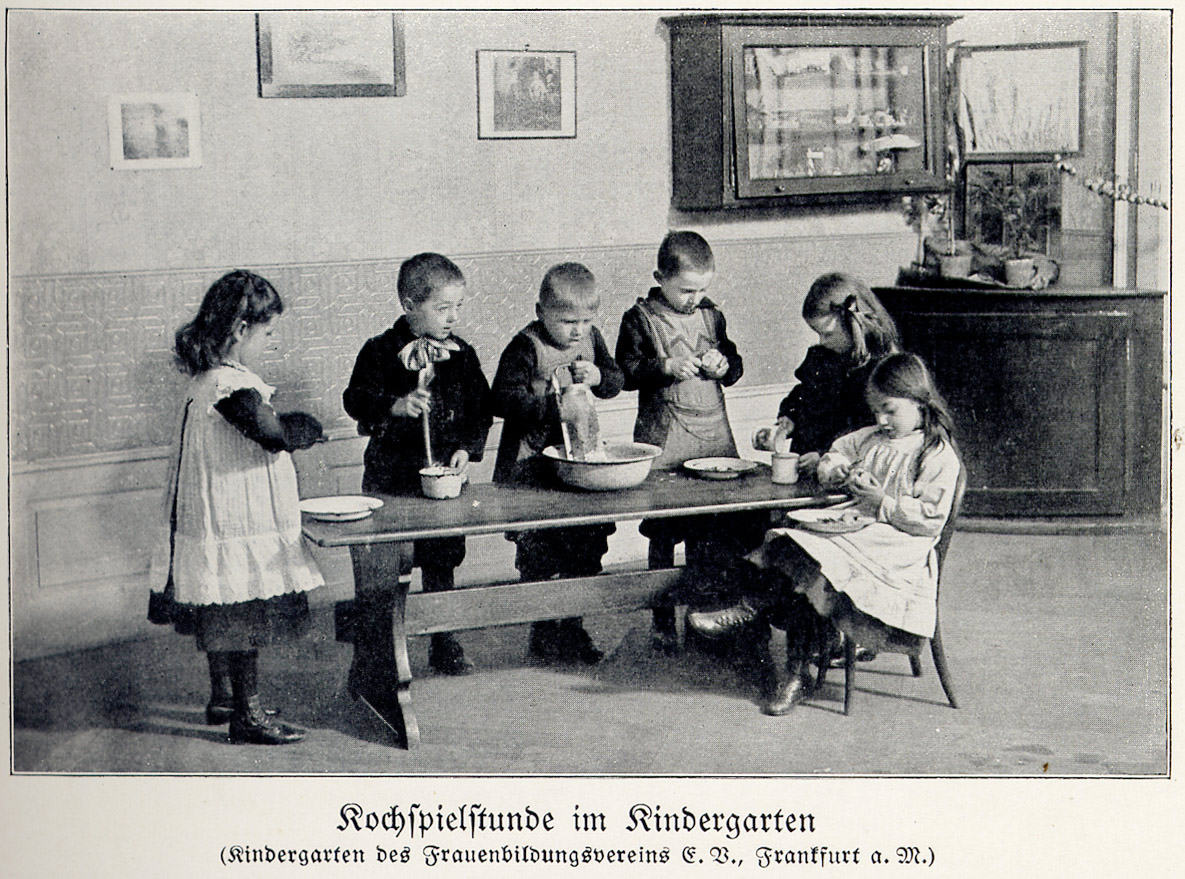
Kochspielstunde im Kindergarten des Frauenbildungsvereins Frankfurt am Main (um 1900)

Die Mädchenerziehung ist eine Erziehung in Elternhaus und Schule, die den jeweils als verbindlich angenommenen entwicklungspsychologischen Eigenarten von Mädchen gezielt Rechnung tragen soll. Während die Mädchenerziehung in der westlichen Welt bis ins 20. Jahrhundert von traditionellen Geschlechterrollenerwartungen bestimmt war, steht im gesellschaftlichen Diskurs um eine für Mädchen angemessene Erziehung heute meist die weibliche Emanzipation im Vordergrund.

## Geschichte der Mädchenerziehung in Deutschland

### Reformation und Zeit des Absolutismus
Ein gesellschaftlicher Diskurs über Mädchenerziehung entstand erstmals in der Zeit der Reformation. Die Reformatoren waren der Überzeugung, dass jeder erwachsene Mensch ‒ Mann oder Frau ‒ sich durch eigenes Lesen die Kenntnis des reinen Glaubens erwerben sollte. Da die Frauenklöster, die bis dahin einen Großteil der Mädchenbildung geleistet hatten, in großer Zahl geschlossen wurden, bemühten Martin Luther und Johannes Bugenhagen sich sehr um mögliche Nachfolgemodelle.
Im 17. Jahrhundert fand ‒ etwa durch Johann Michael Moscherosch ‒ die Auffassung Verbreitung, dass Frauen durch zu viel Wissen in geistige und sittliche Gefahren geraten könnten. In seiner Schrift Insomnis cura Parentum gestattete Moscherosch der Jungfrau, damit sie vom Wege der Tugend nicht abirre, nur die Spindel und das Gebetbuch. Dem traten u. a. Johann Valentin Andreae und Johann Amos Comenius entgegen, die Wissenschaft für ein Mittel zur Erlangung wahrer Sittlichkeit hielten, und sie darum auch den Frauen empfahlen. Auch Ludwig von Seckendorff war um den niedrigen Bildungsstand der meisten Frauen besorgt. Abhilfe begannen seit 1639 die Erziehungsanstalten der Ursulinen, der Englischen Fräulein und der Salesianerinnen zu leisten. Die Pädagogen des Pietismus dagegen standen, mit Ausnahme von August Hermann Francke, der Frauenbildung ablehnend gegenüber. So berichtete Johann Albrecht Bengel, er habe seine Töchter „in der Einfalt“ aufgezogen, damit der Ehemann die Frau später umso leichter so formen könne, wie er sie haben wolle.

### Aufklärung
Unter dem Einfluss der Aufklärung wurde ‒ u. a. durch Johann Christoph Gottsched ‒ der Diskurs über die Befähigung der Frau zur Wissenschaft erneut belebt. Die Vertreter des Rationalismus gingen davon aus, dass die Frau, um ihre Familienpflichten erfüllen zu können, die „Vernunft- und Sittenlehre“ studieren müsse. Weitere Anerkennung fand die Frauenbildung mit der Entstehung der bürgerlichen Gesellschaft.
Zur selben Zeit wurden im deutschsprachigen Raum François Fénelons Traité sur l’Education des Filles (1687) und Jean Jacques Rousseaus Emile (1762) rezipiert. Während Fénelons Schrift ein glühendes Bekenntnis zur Mädchenbildung darstellt, gestand Rousseau der Frau keine selbstverantwortliche sittliche und geistige Existenz zu, sondern konzipiert sie als abhängig vom Manne; ihre Erziehung laufe darum darauf hinaus, sie sanftmütig, anpassungsfähig und gehorsam zu machen. Andererseits trat Rousseau jedoch auch der Hofmeister- und Gouvernantenerziehung entgegen und setzte sich für eine Aufwertung der Mutterrolle ein; im deutschsprachigen Raum reagierte man auf diese Anregung, indem man verstärkt auf die körperliche Ausbildung von Mädchen achtete und Mädchen auch in der Kinderpflege und in den Grundsätzen der Pädagogik zu unterrichten begann.
Das Ideal des „empfindsamen Frauenzimmers“, das Rousseau in Emile und in Julie oder Die neue Heloise dargelegt hat, fand in Deutschland bereitwillige Aufnahme und beeinflusste z. B. Immanuel Kant, noch stärker aber Philanthropisten wie Johann Bernhard Basedow und Joachim Heinrich Campe, die es als Erzieher sogleich in die Praxis umsetzten. So erwartete Basedow vom Mädchen, dass es, um in der Gesellschaft zu gefallen, Deutsch und Französisch sprechen, musizieren, zeichnen und tanzen könne, hielt einen Unterricht z. B. in Geschichte, Geografie und Naturkunde aber für unnötig.

### Nationalsozialismus
In Deutschland nahm in der Zeit des Nationalsozialismus der Staat durch die Zwangserfassung von Mädchen im Bund Deutscher Mädel (BDM) massiven Einfluss auf die Mädchenerziehung, wobei ganz im Vordergrund die Instrumentalisierung von Mädchen für die faschistischen Herrschaftsinteressen stand. Mädchen sollten sich im BDM die nationalsozialistische Ideologie aneignen, um diese später an ihre Kinder weiterzuvermitteln. Hitler hatte in seinem Bekenntnisbuch „Mein Kampf“ programmatisch erklärt: „Das Ziel der weiblichen Erziehung hat unverrückbar die kommende Mutter zu sein.“ Die Erziehung im BDM war, wie u. a. Franziska Henneberg betont, äußerst bildungsfeindlich, die obersten Funktionärinnen der Organisation ‒ Lydia Gottschewski, Trude Mohr und Jutta Rüdiger ‒ hielten es jedoch für wenig zweckmäßig, Mädchen ständig auf ihre künftige Mutterrolle hinzuweisen, und zogen es vor, sie für den „völkischen Einsatz“ zu erziehen, d. h. auf Führer und Vaterland einzuschwören. Da die Frau nach nationalsozialistischer Auffassung viel stärker „Kulturträger“ als der Mann war, wurden Mädchen im BDM besonders zur „kulturellen Lebensgestaltung“, d. h. zum Basteln, Nähen, Musizieren usw., angehalten. Auch der Mädchensport erlangte durch den BDM eine Verbreitung, die er in Deutschland bis dahin noch nie besessen hatte. Der Erziehungshistoriker Martin Klaus resümiert: „An erziehungstheoretischen Maßstäben gemessen, muss das pädagogische Selbstverständnis des BDM als theoriearm und konzeptlos bezeichnet werden. [...] Übrig blieb die ‚Ausrichtung‘, die Dienstbarmachung der Mädchen für die ‚Volksgemeinschaft‘.“

### Theoretischer Diskurs der 1970er Jahre
Die Montessori-Pädagogin und Feministin Elena Gianini Belotti veröffentlichte 1973 einen Bestseller Du côté des petites filles, der unter dem Titel Was geschieht mit kleinen Mädchen 1975 auch in deutscher Übersetzung erschien. Belotti entwickelte darin die These, dass die geschlechtsspezifische Erziehung bereits mit der Schwangerschaft beginne, darauf ausgerichtet sei, Mädchen auf ihre Rolle als Hausfrau und Mutter auszurichten, und dass es aus diesem Zwangsprogramm kein Entrinnen gebe. 1978 folgte Ursula Scheus Buch Wir werden nicht als Mädchen geboren, wir werden dazu gemacht, in dem Mädchen ebenfalls als Opfer geschlechtsspezifischer Zurichtung begriffen wurden. Obwohl Scheu als Anhängerin der kulturhistorischen Schule für die Herausbildung einer spezifisch weiblichen Identität in erster Linie die Gesellschaft verantwortlich machte, schlug sie eine grundlegend veränderte Elternhauserziehung und ein bewusstes Gegenkonditionieren vor: Mädchen sollten mit „jungenspezifischen“ Spielsachen umgehen und auf physische Durchsetzungskraft trainiert werden. Ihre Argumentation führte, wie die Erziehungswissenschaftlerin Margitta Kunert-Zier kritisiert hat, insofern in eine Sackgasse, als sie Mädchen weitgehend auf deren vermeintliche Defizite reduzierte.

## Der Mädchenerziehungsdiskurs der Gegenwart
Wie viele Erzieher und Psychologen, darunter etwa Rachel Simmons, bemerkt haben, sind viele der Geschlechtsrollenerwartungen, denen Mädchen traditionell unterlagen, bis in die Gegenwart lebendig; Mädchen sollen gefallen, liebenswert und unerschütterlich freundlich sein, gute Noten und Intelligenz aufweisen, aber keine starken Meinungen vertreten. In einer Studie der New Yorker Organisation Girls Inc. aus dem Jahre 2006 gaben 74 % der befragten Mädchen an, dass sie unter großem Druck stehen, es allen recht zu machen. Da die Fähigkeit, mit Konflikten und Kritik umzugehen, nicht gleichermaßen trainiert wird wie z. B. die akademische und soziale Kompetenz, mangelt es Mädchen oft auch an Resilienz. Der Wunsch, beliebt, und der Druck, freundlich und bescheiden zu sein, hindert bis heute viele Mädchen daran, sich in Führungspositionen behaglich zu fühlen. Während Mädchen sich in der Schule mit Intelligenz und Fleiß noch durchsetzen können und Jungen statistisch sogar überlegen sind, spielen im Studium und spätestens im Berufsleben auch ganz andere Erfolgsfaktoren eine Rolle: persönliches Karrieremanagement, Verhandlungsgeschick und die Fähigkeit, Kritik zu absorbieren. Viele junge Frauen sind hierauf schlecht vorbereitet. Simmons weist darauf hin, dass Mädchen, weil Gefühle bei ihnen oft stärker sichtbar sind als bei Jungen, voreilig auch eine überlegene emotionale Intelligenz zugeschrieben werde; dies sei jedoch durchaus nicht zutreffend. Mangelnde emotionale Kompetenz sei eine Hauptursache dafür, dass viele junge Frauen trotz hoher Intelligenz sowohl beruflich als auch in ihrem persönlichen Leben scheitern. Daniel Goleman charakterisiert Frauen mit hohem IQ und niedrigem EQ als Persönlichkeiten, die zwar artikuliert, vielseitig interessiert und intellektuell selbstbewusst seien, aber zu Introspektion, Ängstlichkeit, Schuldgefühlen und zum Verhehlen von Ärger neigen.